# Patrick van Aanholt
Patrick John Miguel van Aanholt (sinh ngày 29 tháng 8 năm 1990) là một cầu thủ bóng đá chuyên nghiệp người Hà Lan hiện đang chơi ở vị trí hậu vệ cánh trái cho câu lạc bộ Galatasaray và đội tuyển quốc gia Hà Lan.
Van Aanholt bắt đầu sự nghiệp bóng đá tại câu lạc bộ Chelsea, tại đây anh ít được ra sân mà chủ yếu được đem cho các đội khác mượn. Anh rời Chelsea để gia nhập Sunderland vào năm 2014 với giá chuyển nhượng khoảng 1,5 triệu bảng Anh. Tháng 1 năm 2017, anh chuyển sang khoác áo Crystal Palace với mức phí lên tới 14 triệu bảng Anh.
Van Aanholt đã khoác áo nhiều đội trẻ của Hà Lan trước khi có trận ra mắt đội tuyển quốc gia vào năm 2013.

## Sự nghiệp câu lạc bộ

### Chelsea
Anh được chọn vào đội hình một trong trận đấu với Preston North End tại FA Cup 2009–10, và mặc áo số 52, nhưng không được ra sân thi đấu và phải ngồi trên ghế dự bị. Anh đá trận đầu tiên cho Chelsea vào ngày 24 tháng 3 năm 2010, trong trận thắng 5-0 trước Portsmouth, sau khi vào sân thay cho Yuri Zhirkov ở vị trí hậu vệ cánh trái. Sau trận đấu đầu tiên, vào ngày 27 tháng 3, anh lại được vào sân từ băng ghế dự bị trong trận thắng Aston Villa 7–1 trên sân nhà. Anh ghi bàn thắng đầu tiên trong sự nghiệp trong trận đấu với Newcastle United tại Carling Cup vào ngày 22 tháng 9 năm 2010.
31/8/2011 anh thi đấu cho CLB Wigan Athletic theo bản hợp đồng cho mượn của Chelsea

### Coventry City
Anh có trận đấu đầu tiên trong sự nghiệp cho Coventry City vào ngày 9 tháng 8 năm 2009 trong trận thắng 2-1 trước Ipswich Town tại Giải bóng đá hạng nhất Anh. Do một số cầu thủ của Chelsea thi đấu cho đội tuyển quốc gia tại Cúp bóng đá châu Phi, Van Aanholt đã được câu lạc bộ chủ quản gọi về vào tháng 12.

### Newcastle United
Ngày 29 tháng 1 năm 2010, van Aanholt gia nhập Newcastle United trong bản hợp đồng cho mượn có thời hạn 1 tháng sau khi hậu vệ trái của họ José Enrique dính chấn thương. Anh thi đấu thay cho hậu vệ người Tây Ban Nha cùng với Jonás Gutiérrez. Anh chơi trận cuối cùng cho Newcastle United trong trận thắng 2-1 trên sân của Watford.

### Leicester City
Vào ngày 26 tháng 1 năm 2011, Van Aanholt gia nhập Leicester City theo bản hợp đồng cho mượn từ Chelsea đến hết mùa giải. Vào ngày 1 tháng 2, anh có trận đấu đầu tiên cho Leicester trong chiến thắng 1-0 trước Sheffield United, Anh bị dính chấn thương ở bắp đùi vào cuối tháng sau khi đã chơi được 6 trận.
Van Aanholt ghi bàn thắng đầu tiên cho Leicester trong trận thắng Burnley vào ngày 9 tháng 4 năm 2011.

### Crystal Palace
Ngày 30 tháng 1 năm 2017, van Aanholt tái hợp với huấn luyện viên Sam Allardyce khi chuyển sang khoác áo Crystal Palace theo bản hợp đồng 4 năm rưỡi cùng mức phí ban đầu là 9 triệu bảng Anh. Tại đây, anh được trao chiếc áo số 3. Anh ra sân trận đầu tiên cho Palace trong chiến thắng 2–0 trước Bournemouth vào ngày 31 tháng 1. Bốn ngày sau, anh có trận ra mắt trên sân nhà Selhurst Park gặp đội bóng cũ Sunderland.
Ngày 16 tháng 7 năm 2020, van Aanholt gặp chấn thương nặng sau pha va chạm với Anthony Martial trong trận thua 0–2 trước Manchester United tại Premier League.

### Galatasaray
Vào ngày 28 tháng 7 năm 2021,Galatasaray thông báo họ đã ký hợp đồng với van Aanholt theo dạng chuyển nhượng tự do,bản hợp đồng có thời hạn 3 năm

## Sự nghiệp quốc tế
Ngày 19 tháng 11 năm 2013, van Aanholt có lần đầu tiên ra sân cho đội tuyển quốc gia Hà Lan khi anh vào sân thay cho Memphis Depay ở những phút bù giờ trong trận giao hữu với Colombia trên sân vận động Amsterdam.

## Thống kê sự nghiệp
Tính đến ngày 23 tháng 5 năm 2021.
| Câu lạc bộ               | Câu lạc bộ               | Câu lạc bộ               | Giải đấu       | Giải đấu       | Cúp quốc gia | Cúp quốc gia | Cúp liên đoàn | Cúp liên đoàn | châu Âu | châu Âu | Tổng cộng | Tổng cộng |
| Mùa giải                 | Câu lạc bộ               | Giải đấu                 | Trận           | Bàn            | Trận         | Bàn          | Trận          | Bàn           | Trận    | Bàn     | Trận      | Bàn       |
| Anh                      | Anh                      | Anh                      | Premier League | Premier League | FA Cup       | FA Cup       | League Cup    | League Cup    | Châu Âu | Châu Âu | Tổng cộng | Tổng cộng |
| ------------------------ | ------------------------ | ------------------------ | -------------- | -------------- | ------------ | ------------ | ------------- | ------------- | ------- | ------- | --------- | --------- |
| 2009–10                  | Coventry City (mượn)     | Championship             | 20             | 0              | 0            | 0            | 0             | 0             | 0       | 0       | 20        | 0         |
| 2009–10                  | Newcastle United (mượn)  | Championship             | 7              | 0              | 0            | 0            | 0             | 0             | 0       | 0       | 7         | 0         |
| 2009–10                  | Chelsea                  | Premier League           | 2              | 0              | 0            | 0            | 0             | 0             | 0       | 0       | 2         | 0         |
| 2010–11                  | Chelsea                  | Premier League           | 0              | 0              | 1            | 0            | 1             | 1             | 4       | 0       | 6         | 1         |
| 2010–11                  | Leicester City (mượn)    | Championship             | 12             | 1              | 0            | 0            | 0             | 0             | 0       | 0       | 12        | 1         |
| 2011–12                  | Wigan Athletic (mượn)    | Premier League           | 3              | 0              | 0            | 0            | 1             | 0             | 0       | 0       | 4         | 0         |
| Hà Lan                   | Hà Lan                   | Hà Lan                   | Eredivisie     | Eredivisie     | KNVB Cup     | KNVB Cup     | League Cup    | League Cup    | Châu Âu | Châu Âu | Tổng cộng | Tổng cộng |
| 2011–12                  | Vitesse (mượn)           | Eredivisie               | 9              | 0              | 1            | 0            | –             | –             | –       | –       | 10        | 0         |
| 2012–13                  | Vitesse (mượn)           | Eredivisie               | 31             | 1              | 4            | 0            | –             | –             | 4       | 1       | 39        | 2         |
| 2013–14                  | Vitesse (mượn)           | Eredivisie               | 29             | 4              | 3            | 1            | –             | –             | 2       | 0       | 34        | 5         |
| Anh                      | Anh                      | Anh                      | Premier League | Premier League | FA Cup       | FA Cup       | League Cup    | League Cup    | Châu Âu | Châu Âu | Tổng cộng | Tổng cộng |
| 2014–15                  | Sunderland               | Premier League           | 28             | 0              | 4            | 1            | 1             | 0             | –       | –       | 33        | 1         |
| 2015–16                  | Sunderland               | Premier League           | 33             | 4              | 1            | 0            | 2             | 0             | –       | –       | 36        | 4         |
| 2016–17                  | Sunderland               | Premier League           | 21             | 3              | 2            | 0            | 3             | 0             | –       | –       | 26        | 3         |
| Tổng cộng Sunderland     | Tổng cộng Sunderland     | Tổng cộng Sunderland     | 82             | 7              | 7            | 1            | 6             | 0             | 0       | 0       | 95        | 8         |
| 2016–17                  | Crystal Palace           | Premier League           | 11             | 2              | 0            | 0            | 0             | 0             | –       | –       | 11        | 2         |
| 2017–18                  | Crystal Palace           | Premier League           | 28             | 5              | 1            | 0            | 3             | 0             | —       | —       | 32        | 5         |
| 2018–19                  | Crystal Palace           | Premier League           | 36             | 3              | 2            | 0            | 1             | 1             | —       | —       | 39        | 4         |
| 2019–20                  | Crystal Palace           | Premier League           | 29             | 3              | 0            | 0            | 0             | 0             | —       | —       | 29        | 3         |
| 2020–21                  | Crystal Palace           | Premier League           | 22             | 0              | 1            | 0            | 0             | 0             | —       | —       | 23        | 0         |
| Tổng cộng Crystal Palace | Tổng cộng Crystal Palace | Tổng cộng Crystal Palace | 126            | 13             | 4            | 0            | 4             | 1             | —       | —       | 134       | 14        |
| Tổng cộng sự nghiệp      | Tổng cộng sự nghiệp      | Tổng cộng sự nghiệp      | 321            | 26             | 20           | 2            | 12            | 2             | 10      | 1       | 363       | 31        |